# A Western Prince Charming
A Western Prince Charming è un cortometraggio muto del 1912. Non si conosce il nome del regista del film prodotto dalla Edison che si basa su un racconto di O. Henry.

## Produzione
Il film fu prodotto dalla Edison Company.

## Distribuzione
Distribuito dalla General Film Company, il film - un cortometraggio in una bobina - uscì nelle sale cinematografiche degli Stati Uniti il 25 maggio 1912.